# うなずきトリオ
うなずきトリオは、日本のお笑いグループ。
1980年代の漫才ブームに乗って、紳助・竜介、ツービート、B&Bのツッコミ（うなずき役）によって結成され、ブームとなった。
デビューするに当たって、当時何人もの大物歌手にプロデュースのオファーを出しており、最終的には大瀧詠一がプロデュースを担当した。

## メンバー
ビートきよし（1949年12月31日 - 、リーダー ）
本名は兼子 二郎（かねこ にろう）。ツービートのツッコミ担当で、相方はビートたけし。
松本竜介（まつもと りゅうすけ、1956年4月6日 - 2006年4月1日、サブリーダー）
本名は松本 稔（まつもと みのる）。紳助・竜介のツッコミ担当で、相方は島田紳助。2006年、脳出血のため死去。
島田洋八（1950年2月13日 - ）
本名は藤井 健次（ふじい けんじ）。B&Bのツッコミ担当で、相方は島田洋七。

## 由来
ユニット名は、番組プロデューサーの横澤彪が命名。
「うなずき」は紳助の「竜介・きよし・洋八の3人を組ませて漫才をやらせてたらどうなるかって? 竜介が『んなアホな!』、洋八が『なんでやねん!』、きよしさんが『よしなさい!』って、うなずくだけの漫才になる」というネタに由来している。

## うなずきマーチ
うなずきマーチは、うなずきトリオによる楽曲。
- 1982年1月1日発売  キャニオンレコード 7A0138
- 作詞・作曲:大瀧詠一、編曲:多羅尾伴内（大瀧詠一の変名）
  - オリコンシングルチャートでは最高55位、100位以内に10週チャートインを記録した。B面は作詞作曲編曲は同じ、構成:高平哲郎による「B面でうなずいて」。番組の企画で読みが同じ宇奈月温泉（地元局の富山テレビも放映）で歌ったこともあった[注 1]。

## 備考
- 1986年にきよしと竜介が“うなずきコンビ”という再結成ユニットを組んで『ひょうきんスター誕生』に出場し、グランプリを獲得したことがある。また、同コンビは竜介の死後の2008年4月にきよし・洋八で再結成された。現在でも定期的に吉本の劇場中心に舞台を勤めている。
- 2006年、『ますだおかだのオールナイトニッポン』で設けられた「平成のうなずきトリオを作れ!」というコーナーの中で、“平成のうなずきトリオ”が結成された。メンバーは岡田圭右（ますだおかだ）・鈴木拓（ドランクドラゴン）・平畠啓史（DonDokoDon）の3名。番組内で平成版の「うなずきマーチ」の歌詞を、岡田の相方の増田英彦と番組リスナーで作詞して録音し[1]、CDデビューも目指していたが大瀧詠一からの返事がなかったため頓挫した[2]。
- 竜介が亡くなる半年前の2005年10月3日に日本テレビ系列の『ものまねバトル』に3人揃って出演し、竜介にとってはこれが最後のテレビ出演となった。竜介は丸山和也から「なぜあなたは紳助みたいにならなかった？」と聞かれ、笑いながら「何ででしょうね」と回答していた。
- 兄弟ユニットとして、やかましトリオ・仲良しコンビ・いじわるコンビが存在した。
- 洋八ときよしは「自分の方がしゃべりができる」というライバル意識が強く仲が悪いそうである[3]。
- 2010年には、この流れを汲むユニットとして有吉弘行のプロデュースの下、さがね正裕（X-GUN）と安田和博（デンジャラス）と河田貴一（BOOMER）の3名で「元祖・じゃない方芸人」によるユニット“有吉命名☆ゴーストバスターズ”が結成され、阿佐ヶ谷ロフトAで3回に渡りトークライブを開催した。このユニットのテーマソングとしてさがね作詞の楽曲「前に進め」が制作され、PVも作られた。